# Jak přežít single
Jak přežit single (v anglickém originále How to Be Single) je americký komediální film z roku 2016. Režie snímku se ujal Christian Ditter a scénáře Abby Kohn a Marc Silverstein. Je inspirován stejnojmennou novelou od Liz Tuccillo. Ve filmu hrají Dakota Johnson, Rebel Wilson, Alison Brie, Leslie Mann, Damon Wayans Jr., Anders Holm, Jake Lacy a Jason Mantzoukas.
Film měl premiéru v Londýně 9. února 2016 a do kin byl oficiálně uveden 12. února 2016. Film získal pozitivní kritiku a vydělal přes 112 milionů dolarů.

## Obsazení
| Dakota Johnson    | Alice Kepley |
| Rebel Wilson      | Robin        |
| Alison Brie       | Lucy         |
| Leslie Mann       | Meg Kepley   |
| Nicholas Braun    | Josh         |
| Jason Mantzoukas  | George       |
| Damon Wayans, Jr. | David Stone  |
| Colin Jost        | Paul         |
| Jake Lacy         | Ken          |
| Anders Holm       | Tom          |
| Sarah Ramos       | Michelle     |

## Produkce
Práva na film byla odkoupena od Liz Tuccillo v roce 2008. Drew Barrymoreová měla původně film režírovat, ale v roce 2013 byla nahrazena Christianem Ditterem. V únoru 2014 se mluvilo o tom, že si ve filmu zahraje Lily Collins. V lednu 2015 byly obsazené Dakota Johnson, Rebel Wilson a Leslie Mann.
Natáčení filmu začalo 20. dubna 2015 v New Yorku a skončilo v srpnu.

## Přijetí
Film vydělal přes 46 milionů dolarů v Severní Americe a přes 65 milionů dolarů v ostatních oblastech, celkově tak vydělal přes 112 milionů dolarů po celém světě. Rozpočet filmu činil 38 milionů dolarů. Za první víkend docílil třetí nejvyšší návštěvnosti, kdy vydělal 17,9 milionů dolarů. Na prvním místě se umístil Deadpool (132,8 milionů dolarů) a Kung Fu Panda 3 (19,8 milionů dolarů)